# Bussières-et-Belmont
Pour les articles homonymes, voir Bussières.
Ancienne commune de la Haute-Marne, la commune de Bussières-et-Belmont a existé depuis la fin du XVIIIe siècle jusqu'en 1831. Elle a été créée entre 1790 et 1794 par la fusion des communes de Belmont et de Bussières.
En 1831, elle a été supprimée et les deux communes constituantes ont été rétablies. À cet instant, Bussières a pris comme nouveau nom Bussières-lès-Belmont.

## Toponymie
Le nom de la localité est attesté sous les formes Bosseres (1147) ; Buxeriae (1190) ; Buxeres (1270) ; Buxières (1583) ; Bussières (1648) ; Buxières-les-Aumônières (1675) ; Bussières et Belmont (1714) ; Bussières-les-Nones (1769) ; Buxières et Bémond (1770) ; Bussières-lez-Belmont (XVIIIe siècle).

Bussières tire son nom de Buxus, le « buis », répandu en nombre sur ses terres. Le vocable apparaît en 1127 lors de la fondation de l’abbaye de Belmont.

## Histoire
En 1872 on note 230 vanniers dont un descendant du vannier signalé en 1713, Blanchard. La vannerie de Bussières obtient des récompenses dans les expositions industrielles de la région. Tous les artisans récoltaient sur leurs oseraies la matière première à leurs fabrications. Si Fayl-Billot est la capitale osiéricole et vannière de la Haute-Marne, il n’en est pas moins vrai que Bussières est de beaucoup la commune la plus importante au plan osiéricole et vannier. En 1929, on compte 155 osiériculteurs et 200 vanniers.
En 1900, on cultive encore la vigne à Bussières et bien sûr l’osier.